# 巴拉帕拉姆
巴拉帕拉姆（Balapallam），是印度泰米尔纳德邦甘尼亚古马里县的一个城镇。总人口16638（2001年）。

## 人口
该地2001年总人口16638人，其中男性8133人，女性8505人；0—6岁人口1897人，其中男912人，女985人；识字率76.61%，其中男性为78.15%，女性为75.13%。